# 나브

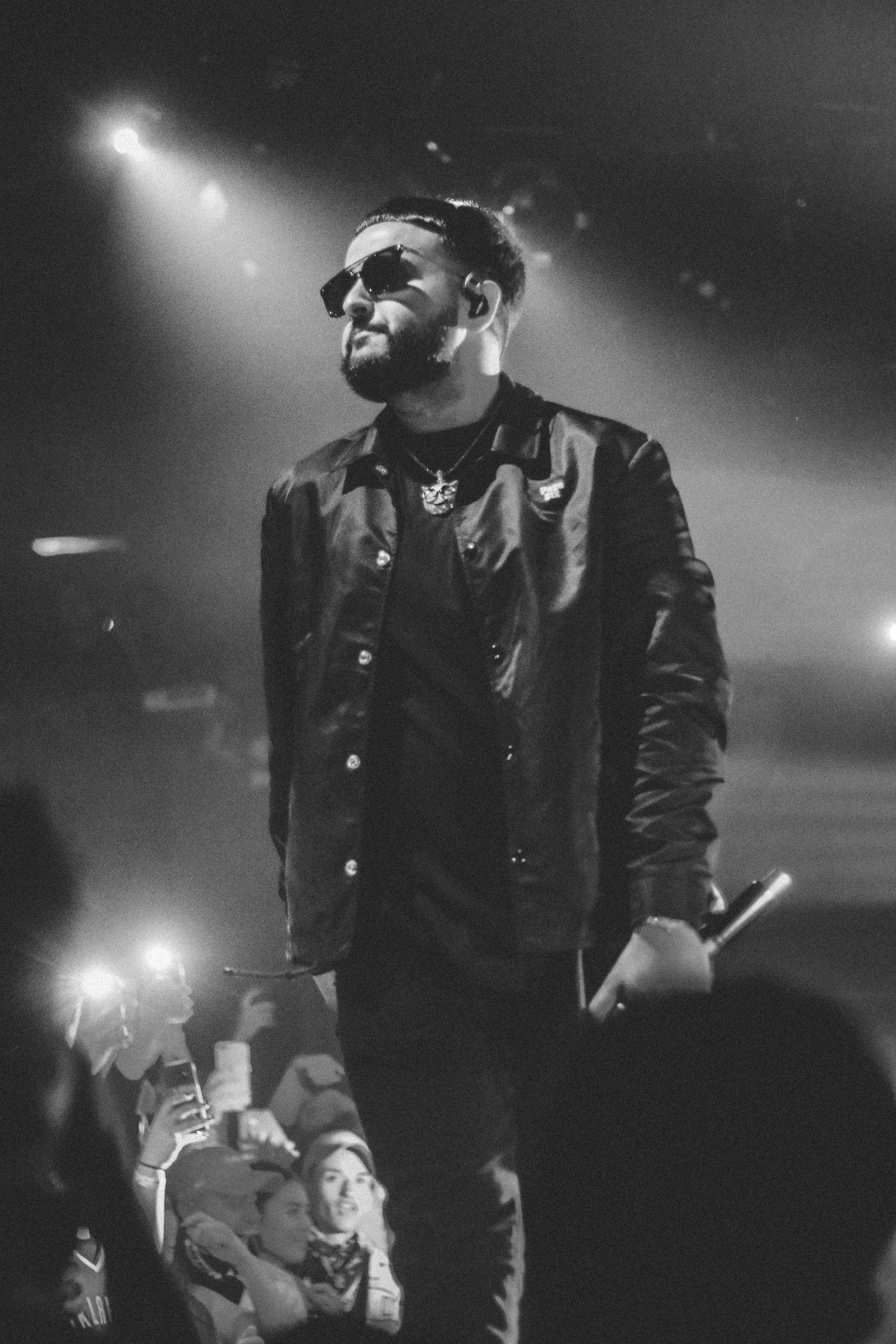

나브(Nav, 본명: 나브라지 싱 고라야, Navraj Singh Goraya, 1989년 11월 3일 ~ )는 온타리오주 토론토 출신의 캐나다의 래퍼, 싱어송라이터, 음반 제작자이다. 드레이크의 2015년 싱글 Back to Back을 공동으로 제작하면서 경력을 시작했다. 이후 2016년 자신의 노래 Myself로 대중적인 집중을 받았다.

## 음반
- Reckless (2018)
- Bad Habits (2019)
- Good Intentions (2020)